# بويان ماتيتش
بويان ماتيتش ( من مواليد 22 ديسمبر 1991 في صربيا) هو لاعب كرة قدم صربي لعب سابقاً في نادي الشعيب السعودي.

## روابط خارجية
- بويان ماتيتش على موقع الاتحاد الأوربي (الإنجليزية)
- بويان ماتيتش على موقع دوري كوريا الجنوبية (الإنجليزية)
- بويان ماتيتش على موقع قاعدة بيانات كرة القدم.إي يو (الإنجليزية)
- بويان ماتيتش على موقع Soccerbase.com (لاعب) (الإنجليزية)
- بويان ماتيتش على موقع Soccerway.com (الإنجليزية)
- بويان ماتيتش على موقع عالم كرة القدم.نت (الإنجليزية)